# 伊林根 (巴登-符腾堡州)
伊林根（德語：Illingen，發音：[ˈɪlɪŋən]）是德国巴登-符腾堡州卡尔斯鲁厄行政区恩茨县的市镇，面积29.37平方千米，2023年12月31日人口为8,022人。